# Challenger de Oeiras Indoor 2025
El torneo Oeiras Indoors 2025 fue un torneo de tenis perteneció al ATP Challenger Tour 2025 en la categoría Challenger 75. Se trató de la 5ª edición; el torneo ´tuvo lugar en la ciudad de Oeiras (Portugal), desde el 6 hasta el 12 de enero de 2025 sobre pista dura bajo techo.

## Jugadores participantes del cuadro de individuales
| Preclasificado | País                  | Jugador             | Rank1 | Posición en el torneo |
| 1              | Bandera de Serbia     | Hamad Medjedovic    | 114   | CAMPEÓN               |
| 2              | Bandera de Suiza      | Alexander Ritschard | 118   | Cuartos de final      |
| 3              | Bandera de Kazajistán | Beibit Zhukayev     | 243   | Primera ronda         |
| 4              | Bandera de Kazajistán | Denis Yevseyev      | 246   | Primera ronda         |
| 5              | Bandera de Canadá     | Liam Draxl          | 247   | FINAL                 |
| 6              | Bandera de Chile      | Matías Soto         | 248   | Primera ronda         |
| 7              | Bandera de Hungría    | Zsombor Piros       | 249   | Cuartos de final      |
| 8              | Bandera de España     | Pol Martín Tiffon   | 251   | Primera ronda         |

- 1 Se ha tomado en cuenta el ranking del 30 de diciembre de 2024.

### Otros participantes
Los siguientes jugadores recibieron una invitación (wild card), por lo tanto ingresan directamente al cuadro principal (WC):
- Pedro Araújo
- Frederico Ferreira Silva
- Duarte Vale

Los siguientes jugadores ingresan al cuadro principal tras disputar el cuadro clasificatorio (Q):
- Ričardas Berankis
- Sebastian Fanselow
- Ivan Gakhov
- Egor Gerasimov
- Trey Hilderbrand
- Alexey Zakharov

## Campeones

### Individual Masculino
- Hamad Medjedovic derrotó en la final a  Liam Draxl por 6–1, 6–3

### Dobles Masculino
- George Goldhoff /  Trey Hilderbrand derrotaron en la final a  Kaichi Uchida /  Denis Yevseyev por 7–5, 2–6, [10–5]